# Copa del Generalíssim de futbol 1941-42
La Copa del Generalíssim de futbol 1941-42 va ser la 38ena edició de la Copa d'Espanya.

## Setzens de final
26 d'abril i 3 de maig.
| Equip 1                 | Global | Equip 2                   | Anada | Tornada |
| ----------------------- | ------ | ------------------------- | ----- | ------- |
| Reial Valladolid        | 4-3    | Real Club Celta de Vigo   | 4-0   | 0-3     |
| Cultural Leonesa        | 0-1    | RC Deportivo de La Coruña | 0-1   | 0-0     |
| Arenas de Getxo         | 2-2    | Reial Societat            | 2-1   | 0-1     |
| Club Deportivo Logroñés | 2-8    | Atlético de Bilbao        | 1-0   | 1-8     |
| UD Salamanca            | 2-6    | Atlético Aviación         | 1-0   | 1-6     |
| Ferroviaria Madrid      | 2-7    | Reial Madrid              | 1-3   | 1-4     |
| Reial Betis             | 3-5    | Jerez FC                  | 2-2   | 1-3     |
| CA Osasuna              | 1-1    | Reial Saragossa           | 1-1   | 0-0     |
| Llevant UE              | 2-6    | CE Castelló               | 2-1   | 0-5     |
| Elx CF                  | 2-6    | València CF               | 1-4   | 1-2     |
| CD Malacitano           | 3-6    | Granada CF                | 2-4   | 1-2     |
| SD Ceuta                | 4-6    | Sevilla CF                | 3-2   | 1-4     |
| RCD Espanyol            | 5-3    | CE Sabadell               | 3-1   | 2-2     |
| Terrassa FC             | 2-5    | FC Barcelona              | 2-1   | 0-4     |
| Sporting de Gijón       | 4-4    | Real Oviedo CF            | 3-1   | 1-3     |
| Reial Múrcia            | 3-2    | Alacant CD                | 1-1   | 2-1     |

- Desempat

| Equip 1           | Marcador | Equip 2         |
| ----------------- | -------- | --------------- |
| Arenas de Getxo   | 1-1, 1-7 | Reial Societat  |
| CA Osasuna        | 2-4      | Reial Saragossa |
| Sporting de Gijón | 1-2      | Real Oviedo CF  |

## Vuitens de final
10, 17 i 19 de maig.
| Equip 1            | Global | Equip 2                   | Anada | Tornada |
| ------------------ | ------ | ------------------------- | ----- | ------- |
| Reial Múrcia       | 4-4    | Reial Valladolid          | 3-0   | 1-4     |
| Atlético Aviación  | 2-0    | RC Deportivo de La Coruña | 2-0   | 0-0     |
| València CF        | 11-3   | Reial Societat            | 6-1   | 5-2     |
| Atlético de Bilbao | 8-2    | Jerez FC                  | 6-0   | 2-2     |
| CE Castelló        | 2-2    | Reial Madrid              | 1-0   | 1-2     |
| RCD Espanyol       | 4-3    | Reial Saragossa           | 2-0   | 2-3     |
| Real Oviedo CF     | 1-5    | Granada CF                | 1-1   | 0-4     |
| Sevilla CF         | 1-5    | FC Barcelona              | 1-2   | 0-3     |

- Desempat

| Equip 1      | Marcador | Equip 2          |
| ------------ | -------- | ---------------- |
| Reial Múrcia | 1-3      | Reial Valladolid |
| CE Castelló  | 0-1      | Reial Madrid     |

## Quarts de final
24 i 31 de maig i 4 de juny.
| Equip 1          | Global | Equip 2            | Anada | Tornada |
| ---------------- | ------ | ------------------ | ----- | ------- |
| Reial Valladolid | 6-5    | Atlético Aviación  | 3-3   | 3-2     |
| Granada CF       | 3-6    | València CF        | 3-1   | 0-5     |
| Reial Madrid     | 3-3    | Atlético de Bilbao | 2-1   | 1-2     |
| RCD Espanyol     | 4-6    | FC Barcelona       | 2-3   | 2-3     |

- Desempat

| Equip 1      | Marcador | Equip 2            |
| ------------ | -------- | ------------------ |
| Reial Madrid | 1-2      | Atlético de Bilbao |

## Semifinals
7 i 14 de juny.
| Equip 1            | Global | Equip 2          | Anada | Tornada |
| ------------------ | ------ | ---------------- | ----- | ------- |
| Atlético de Bilbao | 6-4    | Reial Valladolid | 6-1   | 0-3     |
| València CF        | 3-5    | FC Barcelona     | 1-2   | 2-3     |

## Final
| FC Barcelona                       | 4 - 3 (pròrroga) | Athletic Club                        |
| ---------------------------------- | ---------------- | ------------------------------------ |
| Escolà 20', 59' · Martín 51', 101' |                  | Iriondo 29' · Elices 79' · Zarra 81' |

## Campió
| Campions de la Copa d'Espanya 1942 |
| ---------------------------------- |
| · Futbol Club Barcelona · 9è títol |